# Kis csiperke
A kis csiperke (Agaricus comtulus) a csiperkefélék családjába tartozó, Eurázsiában és Észak-Amerikában honos, réteken, füves területeken élő, ehető gombafaj.

## Megjelenése
A kis csiperke kalapja 2,5-4 cm széles, fiatalon domború vagy kissé púpos, idősen majdnem laposan kiterül. Széle eleinte befelé hajló, később egyenes. Felszíne száraz, szálas, csak ritkán pikkelyes. Színe krémszínű, középen sárgás vagy halvány vörösbarnás. 
Húsa kemény, viszonylag vékony (max. 4 mm); színe fehér, sérülésre nem változik. Szaga ánizsra vagy keserűmandulára emlékeztet, íze kellemes, édeskés. 
Sűrű, vékony lemezei szabadon állnak. Színük fiatalon rózsaszínes, majd halvány szürkésbarnára, idősen sötétbarnára változnak. A lemezeket fiatalon részleges burok védi.  
Tönkje 3-5 cm magas és 0,4-0,7 cm vastag. Alakja egyenletesen hengeres, vagy a tövénél kissé gumósan megvastagodott. Felszíne szálas-selymes. Színe halvány, idősen vagy nyomásra sárgásbarnává válik. Gallérja kicsi, lelógó, viszonylag fent helyezkedik el a tönkön.
Spórapora sötétbarna. Spórája széles ellipszis alakú, sima, vastag falú, mérete 4-5 x 3-3,5 µm.

### Hasonló fajok
Az erdőben élő, sárguló húsú apró csiperke hasonlíthat hozzá.

## Elterjedése és termőhelye
Eurázsiában és Észak-Amerikában honos. 
Réteken, legelőkön, útszéleken, kertekben él. Nyár közepétől ősz végéig terem. 

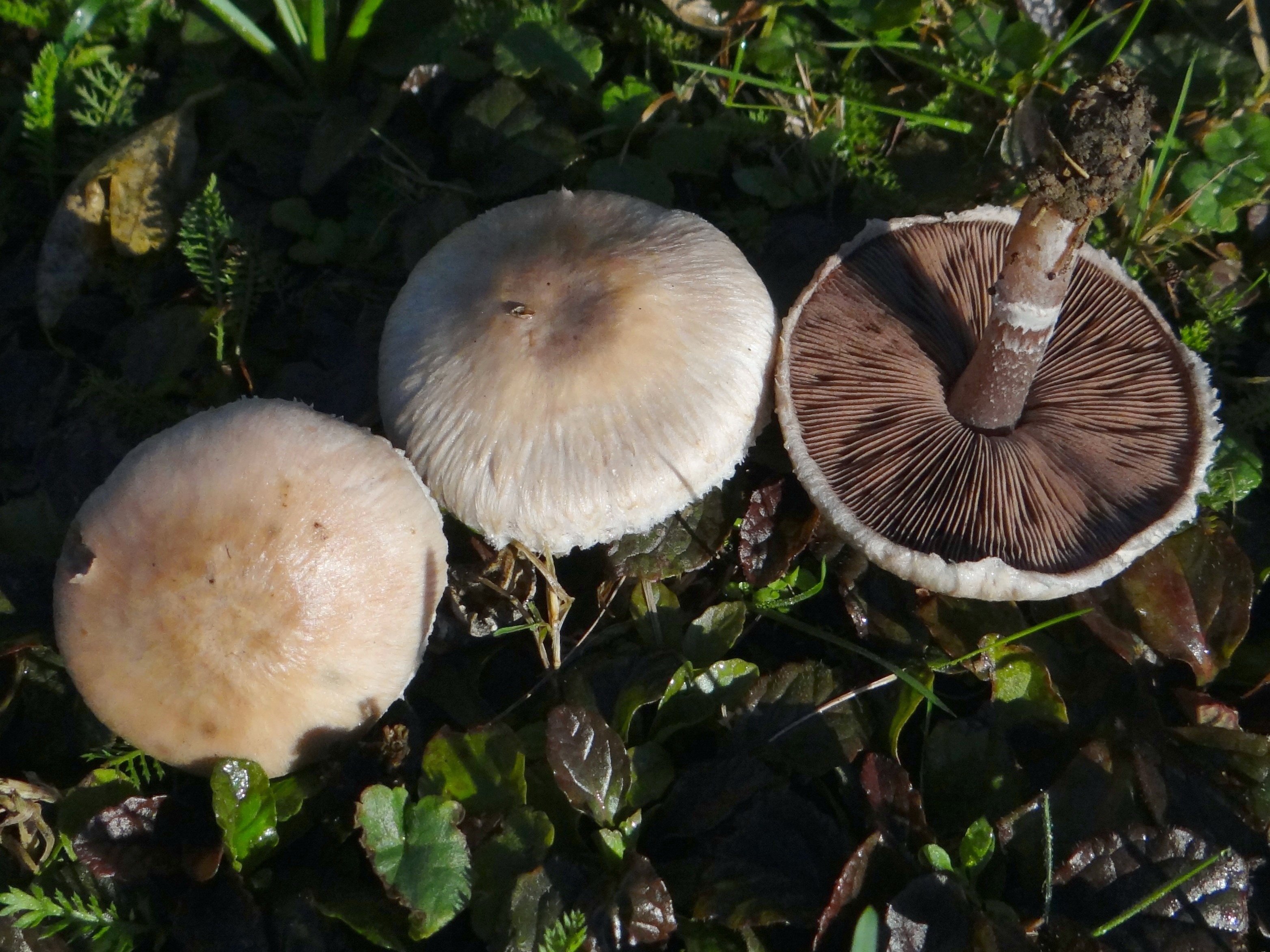
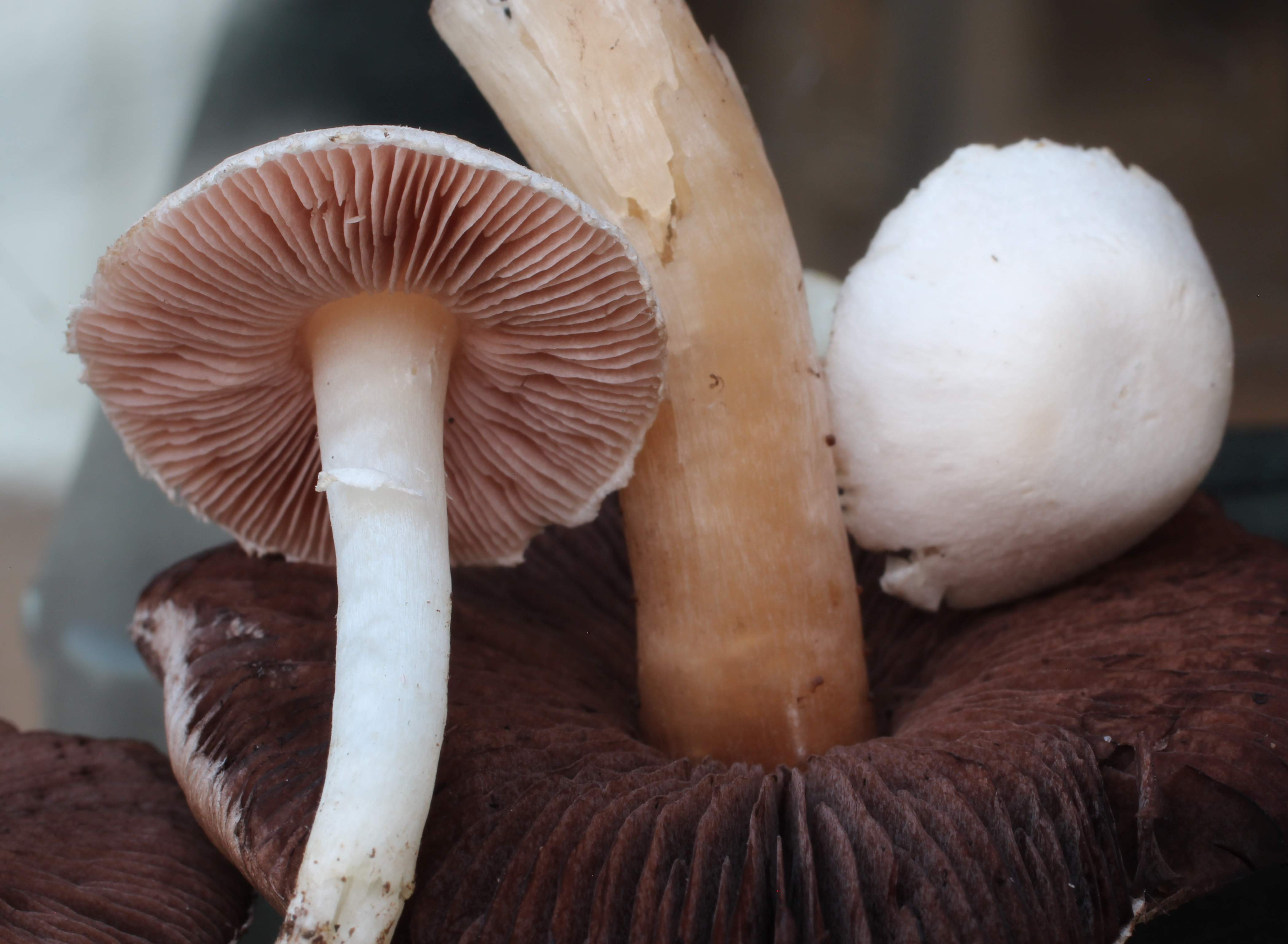
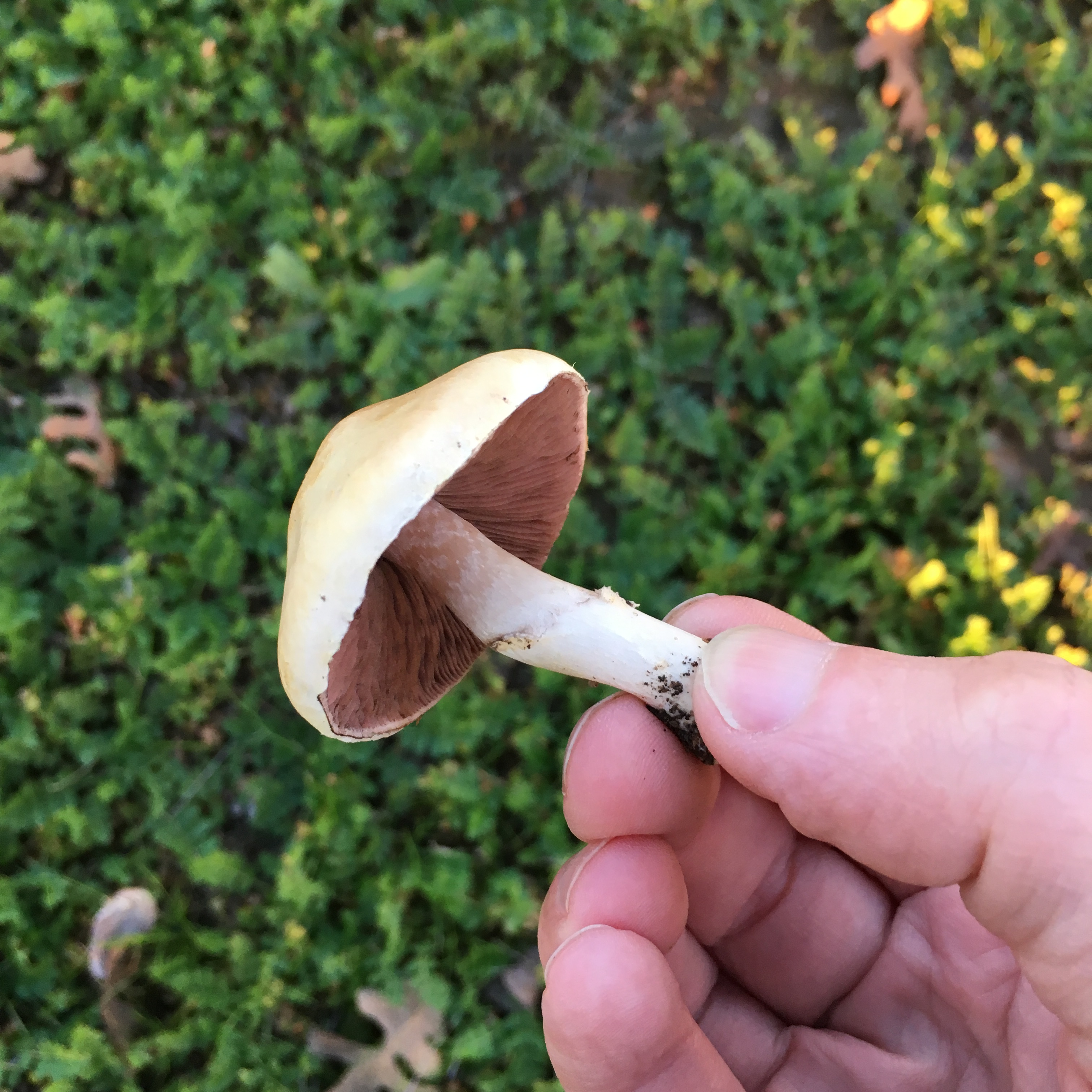
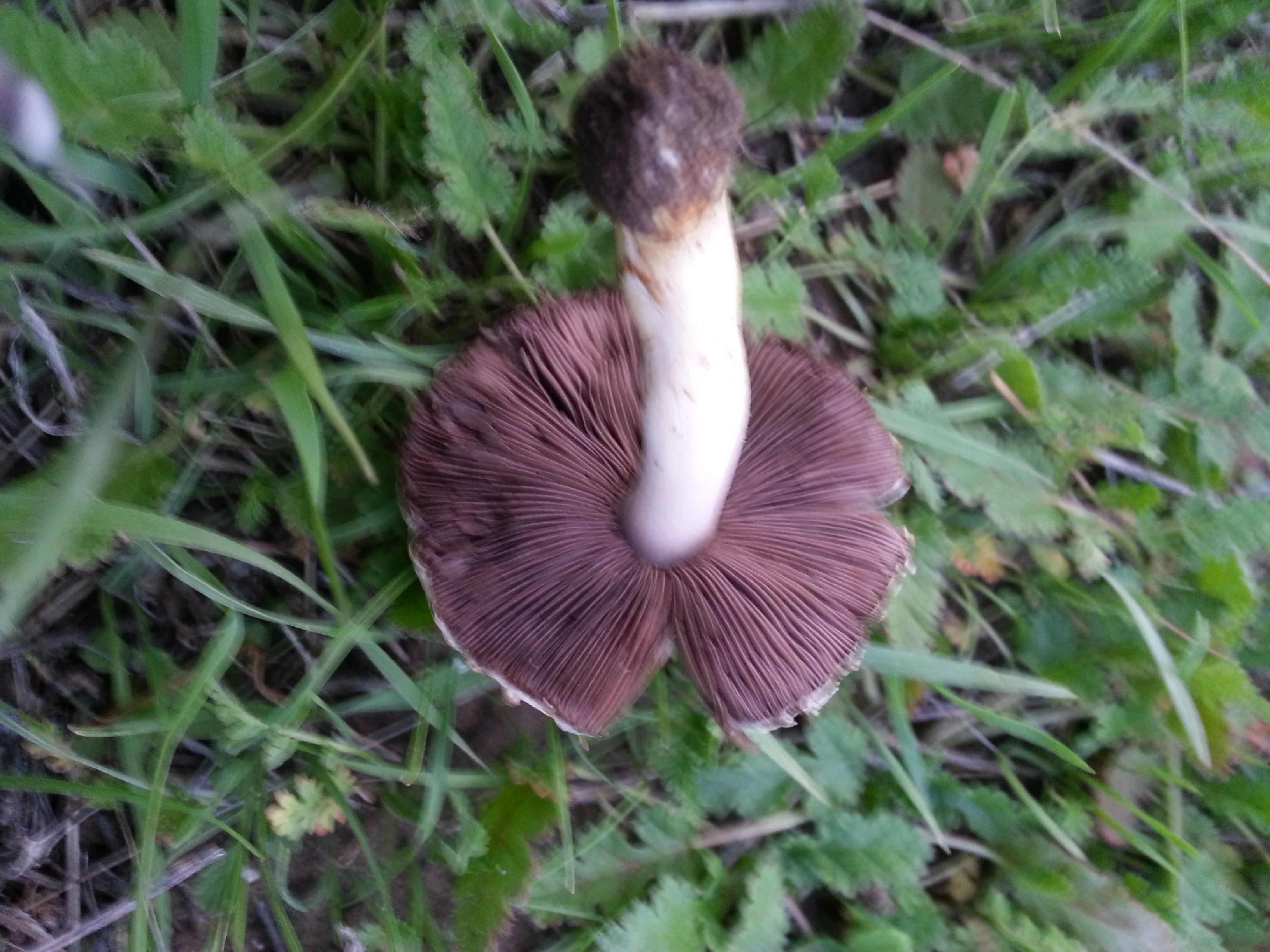
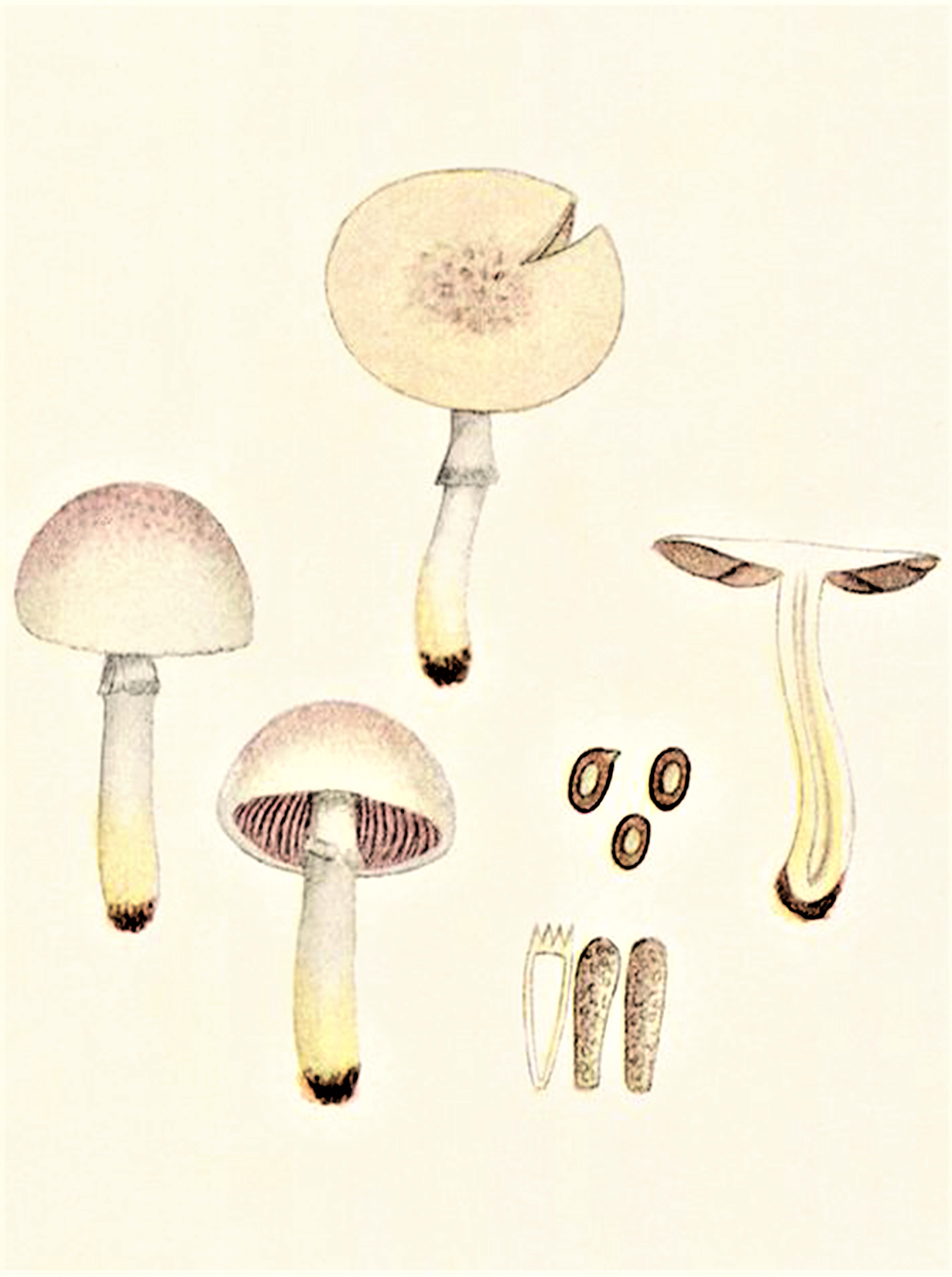

Ehető. 